# NGC 6136
NGC 6136 is een spiraalvormig sterrenstelsel in het sterrenbeeld Draak. Het hemelobject werd op 6 juli 1886 ontdekt door de Amerikaanse astronoom Lewis A. Swift.

## Synoniemen
- MCG 9-27-19
- ZWG 276.10
- PGC 57892